# ت ع م+12:45

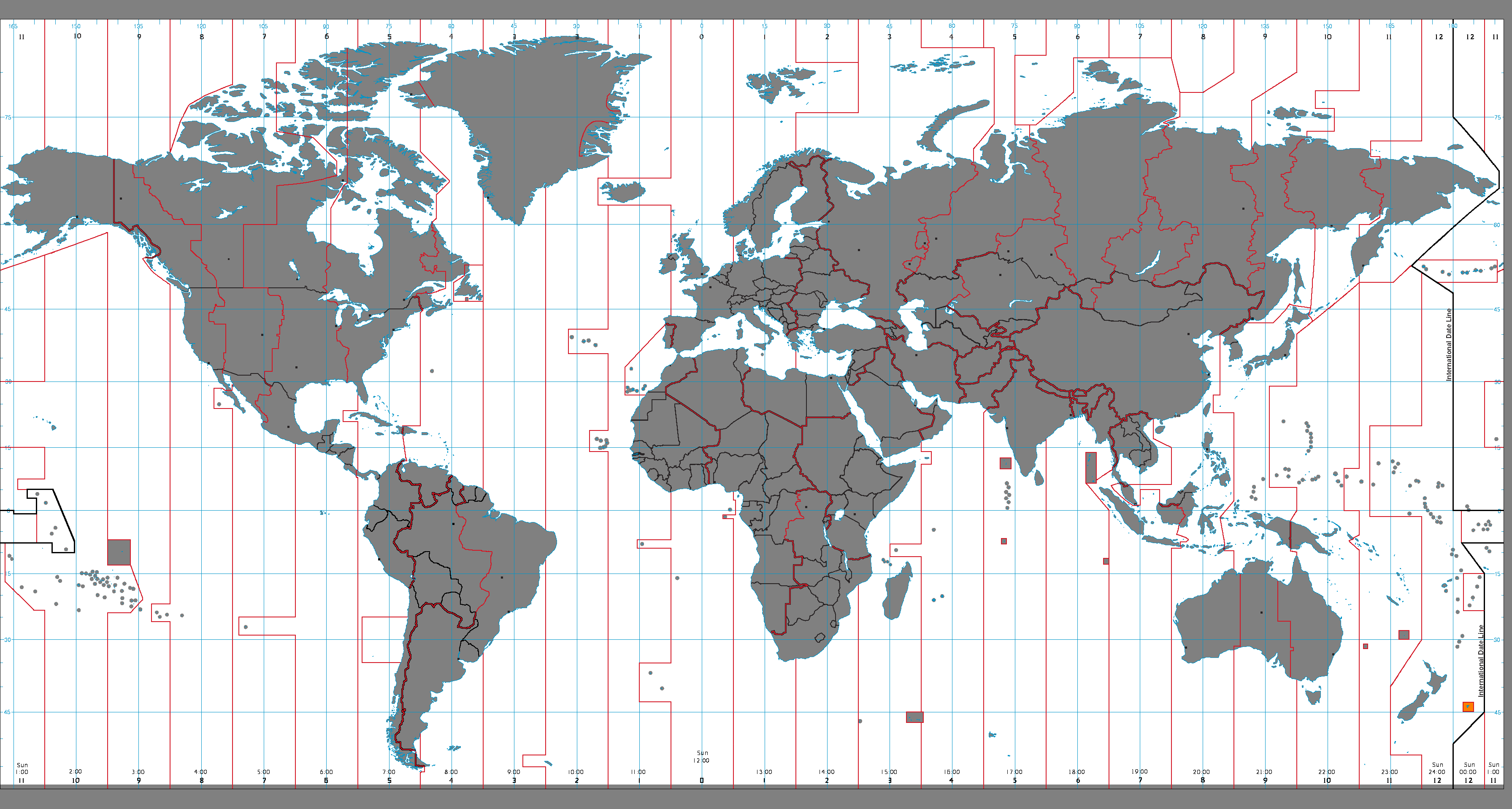
UTC+12:45: الأزرق (ديسمبر)، البرتقال (يونيو)، الأصفر (على مدار السنة)، الضوء الأزرق - المناطق البحرية

ت ع م+12:45 (بالإنجليزية: UTC+12:45)‏، هو معرف لمنطقة زمنية تقع قبل التوقيت العالمي المنسق (ت ع م) باثنتا عشرة ساعة +12:45، ويستخدم لقياس الوقت.
المناطق التالية تستخدم UTC + 12: 45 خلال التوقيت الشتوي (في نصف الكرة الجنوبي) وUTC + 13: 45 في التوقيت الصيفي :
- نيوزيلندا :
  - جزر تشاتام «من الأحد الأول من أبريل إلى الأحد الأخير في سبتمبر».[1] · [2]

## يلخص الجدول التالي توزيع المنطقة الزمنية على الأرض[3]
| استعمال                                              | مساحة (كم²) | السكان (hab.) | الكثافة (hab./كم²) | البلد / الإقليم |
| ---------------------------------------------------- | ----------- | ------------- | ------------------ | --------------- |
| UTC+12:45 في الشتاء، UTC+13:45 في الشتاء (hém. جنوب) | 775         | 720           | 1                  | 1               |
| المجموع                                              | 775         | 720           | 1                  | 1               |